# 斯維尼亞河
斯維尼亞河（烏克蘭語：Свиня），是烏克蘭西部的河流，屬於拉塔河的支流。該河發源自新斯克瓦里亞瓦附近，流經利維夫州的利維夫區和舍普季茨基區，河道全長45公里，流域面積512平方公里。